# نربز

سطوح سه بعدی NURBS می توانند اشکال پیچیده و ارگانیک داشته باشند. نقاط کنترل بر جهت گیری سطح تأثیر می گذارد. بیرونی ترین مربع زیر وسعت X/Y سطح را مشخص می کند.

یک سطح نربز. نسخهٔ پویانما.

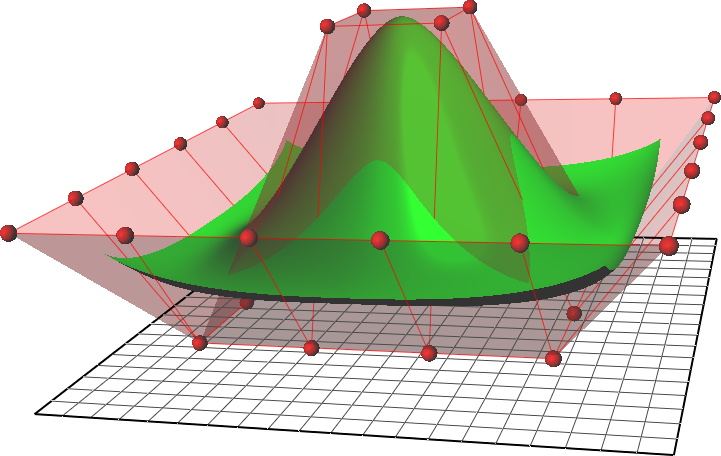
یک سطح دوبعدی نربز.

خط پایۀ غیر یکنواخت منطقی (به انگلیسی: Non-Uniform Rational B-Spline) یا به اختصار نربز (NURBS) مدلی ریاضی است که معمولاً در گرافیک رایانه‌ای کاربرد دارد و برای ایجاد و نمایش منحنی‌ها و سطح‌ها استفاده می‌شود.
توسعۀ نربز در سال ۱۹۵۰ میلادی و توسط مهندسان و طراحان شاغل در صنایع دریایی و هوایی و شرکت‌های خودروسازی که طراحی و نمایش سطوح به صورت دقیق برایشان دارای اهمیت بود، آغاز شد. بیش از این نمایش ایده طراحان تنها محدود به مدل فیزیکی بود که توسط طراح ساخته می‌شد. پیشگامان این عرصه دو مهندس فرانسوی به نام‌های پیر بزیه (Pierre Bezier) و پل دو کاستلژو (Paul de Casteljau) هستند که به ترتیب در کارخانه‌های رنو و سیتروئن فعالیت داشتند. این دو مهندس تقریباً همزمان و به صورت موازی با یکدیگر در این رابطه کار می‌کردند اما به این دلیل که بزیه نتایج کار خود را زودتر منتشر کرد، امروزه اکثر کاربران گرافیک رایانه‌ای اسپلاین‌هایی که با نقاط کنترلی خارج از آنها معرفی می‌شوند را با نام بزیه می‌شناسند.
در ابتدا نربز تنها در بسته‌های نرم‌افزاری طراحی به کمک رایانه (CAD) مرتبط با کارخانه‌های خودروسازی کاربرد داشت، اما رفته رفته به عنوان جزئی از برنامه‌های گرافیکی استاندارد درآمد. اولین بار نرم‌افزار دارای قابلیت ویرایش فعال و آنی منحنی و سطوح نربز در سال ۱۹۸۹ و در گروه گرافیکی سیلیکن ساخته شد. در سال ۱۹۹۳ نیز اولین نمونه ساز فعال منحنی‌های نربز برای رایانه‌های خانگی که NoRBS نام داشت در آلمان ساخته شد؛ و امروزه پس از گذشت بیش از یک دهه از این واقعه اکثر نرم‌افزارهای حرفه‌ای گرافیک رایانه‌های خانگی از فناوری نربز بهره می‌برند.

## کاربرد
نربز ابزاری بسیار قدرتمند در طراحی، ساخت و مهندسی به کمک رایانه می‌باشد و بخشی از بسیاری از استانداردهای صنعتی پراستفاده مانند IGES، STEP، ACIS و PHIGS می‌باشد. ابزارهای نربز همچنین در بسیاری از نرم‌افزارهای مدل سازی سه بعدی و بسته‌های نرم‌افزاری پویانمایی مانند مایا و راینو و تری دی مکس استفاده می‌شود.
با استفاده از منحنی‌های نربز می‌توان اشکال هندسی را در حجمی فشرده ذخیره کرد. الگوریتم‌های کامپیوتری برای اجرای این منحنی‌ها پایدار و سریع می‌باشد و قابلیت ویرایش این منحنی‌ها توسط کاربر بسیار آسان است. به طور کلی می‌توان گفت ویرایش منحنی‌ها و سطوح نربز ساده و پیشبینی پذیر می‌باشد. نقاط کنترلی در ویرایش منحنی و سطوح نربز به گونه‌ای رفتار می‌کنند که گویی توسط نواری پلاستیکی به منحنی متصل شده‌اند.

## معرفی فنی

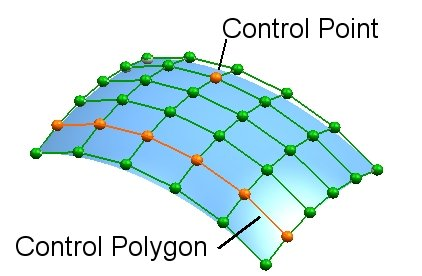
یک سطح نربز

یک منحنی نربز با مرتبه، مجموعه نقاط کنترلی و وزن مربوط به هر یک از نقاط و بردار گره‌ها معرفی می‌شود. منحنی‌ها و سطوح نربز حالت تعمیم یافته بی-اسپلاین‌ها و منحنی‌های بزیه می‌باشند که تفاوت اصلی آن با این منحنی‌ها در نسبت دادن وزن به نقاط کنترلی می‌باشد. در یک منحنی نربز تنها یک پارامتر مشخصه دخیل می‌باشد حال آنکه برای تولید سطوح نربز نیاز به دو پارامتر مشخصه می‌باشد. با تعیین مقدار تابع در نقاط مختلف منحنی می‌توان منحنی مدنظر را در دستگاه کارتزین دو بعدی یا سه بعدی ساخت. به همین ترتیب برای تولید سطح مقدار تابع را بایستی برای مقادیر مختلف دو پارامتر حساب کرد.
در ادامه بحث منحنی‌های نربز در یک بعد مورد بررسی قرار می‌گیرند که تمام این مطالب می‌تواند به حالت‌های دو سه بعد تعمیم یابد.